# Lycocerus flavimarginalis
Lycocerus flavimarginalis là một loài bọ cánh cứng trong họ Cantharidae. Loài này được Okushima miêu tả khoa học năm 2007.